# Collada de l'Abrit
La Collada de l'Abrit és una collada dels contraforts nord-orientals del Massís del Canigó, a 1.935,7 metres d'altitud, en el terme comunal de Pi de Conflent, a la comarca del Conflent, de la Catalunya del Nord. Està situada en el sector occidental del terme comunal, al sud i bastant lluny del poble de Pi de Conflent. És a prop a llevant del Pic de la Llobeta, a la zona de les Descàrregues, al sud del Bac de Balaguer.